# Lijst van Belgische adelsverheffingen 1952
Personen die in 1952 in de Belgische adel werden opgenomen of een adellijke titel ontvingen.

## Graaf
- Jacques Pirenne, erfelijke adel en de titel graaf, overdraagbaar op zijn zonen en verder overdraagbaar bij eerstgeboorte. (In 1971 toelating voor Pierre en Henri Pirenne om de titel graaf te voeren samen met hun vader.)

## Baron
- Jonkheer Raymond de Meester de Betzenbroeck (1904- ), beeldhouwer en schilder, de titel baron, overdraagbaar bij eerstgeboorte.
- Adrien t'Kint de Roodenbeke (1904-1980), erfelijke adel en de titel baron, overdraagbaar bij eerstgeboorte.

## Jonkheer
- Georges Bouckaert (1888-1960), arrondissementscommissaris, burgemeester van Oosterzele, erfelijke adel.
- Jean-François t'Kint de Roodenbeke (1906-1979), erfelijke adel.
- Christian t'Kint de Roodenbeke (1910- ), erfelijke adel.
- Etienne t'Kint de Roodenbeke (1914-1984), erfelijke adel.
- René t'Kint de Roodenbeke (1916-1984), erfelijke adel.
- André van Maldeghem (1877-1964), erfelijke adel
- Prosper Poswick (1906-1992), ambassadeur, erfelijke adel.
- Eric Poswick (1937- ), erfelijke adel.
- Ferdinand-Gauthier Poswick (1946-1967), erfelijke adel.

## Jonkvrouw
- Solange Poswick(1935- ), persoonlijke adel.
- Thérèse Poswick (1947- ), persoonlijke adel.